# بيتر ديكسون
بيتر ديكسون (بالإنجليزية: Peter Dickson)‏ (22 أكتوبر 1951 - ) هو لاعب كرة قدم بريطاني في مركز الهجوم. شارك مع منتخب اسكتلندا تحت 21 سنة لكرة القدم. أما مع النوادي، فقد لعب مع كوين أوف ساوث ونادي ألبيون روفرز.